# Вінніпег
Вінніпе́г або Вінніпеґ (англ. Winnipeg) — місто, адміністративний центр провінції Манітоба, розташований на точці злиття двох річок Ассінібойн і Ред-рівер (англ. Red River — «червона річка»). Місто розташоване майже в географічному центрі Північної Америки. Відоме як «ворота на захід», Вінніпег — найбільше місто в Манітобі і восьме за населенням у Канаді. Раніше його називали «серцем континенту» завдяки важливому розташуванню в канадській транспортній мережі, адже місто — великий транспортний, фінансовий, промисловий, сільськогосподарський, та науковий центр країни. Нині вінніпежці місто також називають скорочено «Пеґ» (англ. 'Peg), або, натякаючи на місцеві суворі зими, — «Вінтерпеґ» (англ. Winterpeg — «winter» + «'Peg»). У минулому місто відіграло важливу роль в історії української еміграції в Канаду і зараз у ньому проживає велике скупчення канадських українців, — тут розташовано головні офіси українських установ і саме тому місто люб'язно прозвали «столицею українців Канади». Більше про життя і події українців у Вінніпезі можна дізнатися на www.ukrainianwinnipeg.ca [Архівовано 19 січня 2016 у Wayback Machine.].

## Історія міста
До прибуття європейських дослідників і торговців хутром, у місцевості навколо Вінніпега проживали індіанці племен ассінібойн та крі. Сама назва Вінніпег походить від індіанського фразеологізму «wi-nipe-k» на мові індіанців-крі, що й означає «каламутна вода». Європейські поселення датуються 1738 роком, коли тут уперше побудовано факторію Форт-Руж (фр. Fort Rouge) французьким дослідником і торговцем хутром Де-ля-Верендрі. Форт пізніше було покинуто і землі перейшли у володіння Північно-Західної Компанії та Компанії Гудзонової затоки.
На початку XIX століття лорд Селкірк прибув у регіон на чолі невеликої групи шотландських і ірландських переселенців — і було збудовано Форт-Гері. Постійні поселення розросталися навколо форту і тут перебувало керівництво Компанії Гудзонової Затоки.
1870 року Вінніпег став столицею новоствореної провінції Манітоба. 

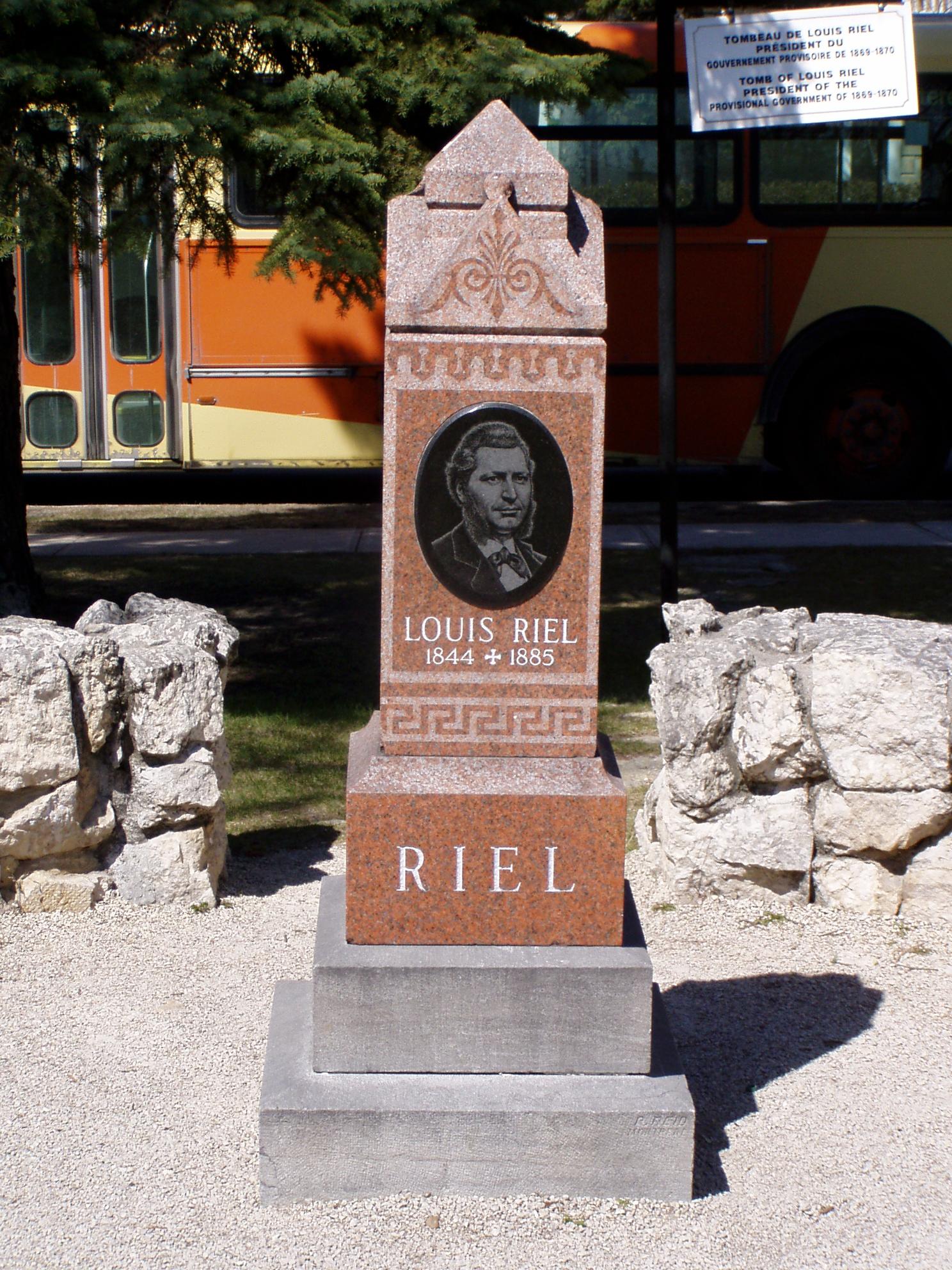
Пам'ятник Луї Ріелю у Вінніпезі

У другій половині XIX століття вибухнуло повстання Луї Ріеля — представника місцевих метисів. Причиною повстання було незадоволення політикою тогочасного уряду Канади. Повстання було жорстоко придушене, а Ріеля кількома роками пізніше було повішено. Зараз ставлення до Луї Ріеля змінилося і він вважається борцем за права корінного населення, йому поставлено декілька пам'ятників у Манітобі та по всій Канаді. Повстання Ріеля стало рішучим моментом для входження Манітоби до складу Канадської Конфедерації в 1873 році. Протягом наступних десятиріч Вінніпег швидко зростав і фактично став воротами до Канадського Заходу завдяки своєму стратегічному розташуванню посередині американського континенту. Відколи Вінніпег з'єднано зі Сходом і Заходом Канади залізницею, він перетворився на фінансовий, комерційний, транспортний і промисловий центр та відіграє ключову роль в розбудові канадських прерій.
Наплив емігрантів, у тому числі з України, високі ціни на збіжжя та наявність великого капіталу зробили Вінніпег найбільшим містом Західної Канади на початку XX століття. Після Першої світової війни економічне зростання міста уповільнилося через низькі ціни на збіжжя і Велику депресію. Місто потерпало від економічного спаду ще до 1940. Однією зі значних економічних, соціальних та історичних подій міста був загальний страйк 1919 року. Причина найбільшого в Канаді страйку — брак робочих місць та погані умови праці. У травні 1919 р. 35 000 робітників узяло участь у страйку і маніфестаціях. 21 червня страйк було жорстоко придушено, проте Вінніпег ще деякий час залишався одним з політично найактивніших міст країни.
У 1913—1920 роках для Законодавчих зборів Манітоби, що засідали у Вінніпегу, збудували нове приміщення для проведення сесій.
З початком Другої світової війни економічна ситуація в Вінніпезі дещо покращилася: зі зростанням попиту на сільськогосподарські та промислові товари — і завдяки ролі міста на канадських преріях у військовій підготовці льотчиків-союзників для винищувачів та бомбардувальників далеко від ліній фронту. По закінченню Другої світової війни на новій хвилі еміграції до Вінніпега прибуло багато людей, у тому числі й українці. Його зростанню сприяли вигідне розташування міста у центрі північноамериканського континенту, а також дешева електроенергія з багатьох гідроелектростанцій у провінції.
1950 сталася велика повінь, коли розлилася річка Ред-Рівер і спричинила евакуацію більш ніж 80 000 мешканців міста. Після цього катастрофічного випадку для подальшого захисту міста від руйнівних повеней збудовано спеціальну дамбу — «спілвей» та водовідвідний канал. Під час їх будівництва було пересунуто 76 мільйонів кубічних метрів ґрунту вздовж 47 кілометрів — більше ніж на будівництві Панамського каналу. З моменту закінчення дамби місто Вінніпег більше не потерпало від повеней, проте щорічні розливи річки продовжують спричиняти збитки мешканцям околиць.
З 1957 по 1977 рік мером Вінніпега був Степан Дзюба, українець за походження.
У 1972 році місто об'єдналося з 13-ма навколишніми муніципалітетами, що перетворило його на одне з найбільших міст Канади зі значним економічним потенціалом. В 1967 та 1999 роках Вінніпег був місцем проведення Панамериканських ігор, третього за популярністю спортивного змагання в світі. Зі вступом Канади в Північноамериканську зону вільної торгівлі (НАФТА) Вінніпег відіграє важливу роль в економіці країни, знаходячись у торговельному коридорі між Мексикою і кількома великими містами США.

## Географічні особливості
Вінніпег — найхолодніше англомовне велике місто в світі, розташоване в східний частині Канадських Прерій: приблизно 100 кілометрів від кордону зі Сполученими Штатами і яких 70 кілометрів на південь від Озера Вінніпег — недалеко географічного центру Північної Америки. Місто находиться в заплаві річки Ред-Рівер, яка протікає в напрямі південь-північ зі США проміж сільськогосподарських земель. Місто віддалене від інших великих центрів країни зі значним населенням; найближчі до Вінніпега великі міські центри — це міста-близнюки Сент-Пол та Міннеаполіс у США.
Забезпечення питною водою міста здійснюється завдяки 154 км Великому вінніпезькому акведуку, який був побудований у 1919 році. Вода з озера Шол самотоком йде, знижуючись по всій довжині акведука на 91 метр.

## Клімат
Завдяки розташуванню в центрі великої сухопутної маси і відстані від гір та океанів, Вінніпег визначається різким континентальним кліматом. Хоч місто відоме своїми довгими холодними і сніжними зимами: річні температури коливаються від −35 °C узимку до +35 °C влітку — погода характеризується достатком сонячного світла весь рік. Північне місцезнаходження впливає на клімат, попри те, що Вінніпег розташований віддаленіше на південь, ніж Лондон або Амстердам.
| Клімат Вінніпега        | Клімат Вінніпега | Клімат Вінніпега | Клімат Вінніпега | Клімат Вінніпега | Клімат Вінніпега | Клімат Вінніпега | Клімат Вінніпега | Клімат Вінніпега | Клімат Вінніпега | Клімат Вінніпега | Клімат Вінніпега | Клімат Вінніпега | Клімат Вінніпега |
| Показник                | Січ.             | Лют.             | Бер.             | Квіт.            | Трав.            | Черв.            | Лип.             | Серп.            | Вер.             | Жовт.            | Лист.            | Груд.            | Рік              |
| Абсолютний максимум, °C | 7,8              | 11,7             | 23,3             | 34,3             | 37,0             | 37,8             | 37,8             | 40,6             | 38,8             | 30,5             | 23,9             | 11,7             | 40,6             |
| Середній максимум, °C   | −13,2            | −9,7             | −1,8             | 9,8              | 18,6             | 23,4             | 26,1             | 24,9             | 18,6             | 11,3             | −0,4             | −9,9             | 8,1              |
| Середня температура, °C | −18,3            | −15,1            | −7               | 3,8              | 11,6             | 16,9             | 19,8             | 18,3             | 12,4             | 5,7              | −4,7             | −14,6            | 2,4              |
| Середній мінімум, °C    | −23,6            | −20,6            | −12,4            | −2,3             | 4,5              | 10,4             | 13,4             | 11,7             | 6,1              | 0,1              | −9,2             | −19,4            | −3,4             |
| Абсолютний мінімум, °C  | −42,2            | −45              | −37,8            | −26,3            | −11,1            | −3,3             | 1,1              | 0,6              | −7,2             | −17,2            | −34              | −37,8            | −45              |
| Норма опадів, мм        | 19.3             | 14.8             | 23.1             | 35.9             | 59.8             | 83.8             | 72               | 75.3             | 51.3             | 29.5             | 21.2             | 18.6             | 504.6            |
| ----------------------- | ---------------- | ---------------- | ---------------- | ---------------- | ---------------- | ---------------- | ---------------- | ---------------- | ---------------- | ---------------- | ---------------- | ---------------- | ---------------- |
| Джерело: World Climate  |                  |                  |                  |                  |                  |                  |                  |                  |                  |                  |                  |                  |                  |

## Населення
| Демографічний склад населення згідно з переписом 2001 р. | Демографічний склад населення згідно з переписом 2001 р. |
| -------------------------------------------------------- | -------------------------------------------------------- |
| віком 19 і молодші                                       | 25.7 %                                                   |
| віком від 20 до 39                                       | 29.4 %                                                   |
| віком від 40 до 64                                       | 31.6 %                                                   |
| віком 65 і старші                                        | 13.3 %                                                   |

За даними перепису 2011 року у Вінніпезі проживало 663 617 осіб, в усій агломерації — 730 018.
Рівень злочинності в місті досить високий, у 2010 році Вінніпег займав 3-є місце в Канаді за кількістю насильницьких злочинів на душу населення.

## Вінніпезька агломерація
Населення Вінніпезької агломерації (Winnipeg census metropolitan area — Вінніпезька переписна столична площа) на 2011 рік було 730,018 осіб. Населення столичної області зросло з 2006 року на 5,1 %. Площа столичної площі 5 303,09 км² з щільністю населення 137,7 осіб/км².
До складу агломерації входять міста:
| Одиниця перепису    | Населення на 2011 рік |
| ------------------- | --------------------- |
| Вінніпег            | 663 617               |
| Спрингфілд          | 14 069                |
| Сент-Кліментс       | 10 505                |
| Таше                | 10 284                |
| Іст-Сент-Пол        | 9 046                 |
| Макдоналд           | 6 280                 |
| Рітшот              | 5 478                 |
| Вест-Сент-Пол       | 4 932                 |
| Гедінґлі            | 3 215                 |
| Россер              | 1 352                 |
| Сент-Франсуа-Зев'єр | 1 240                 |

### Українці у Вінніпезі

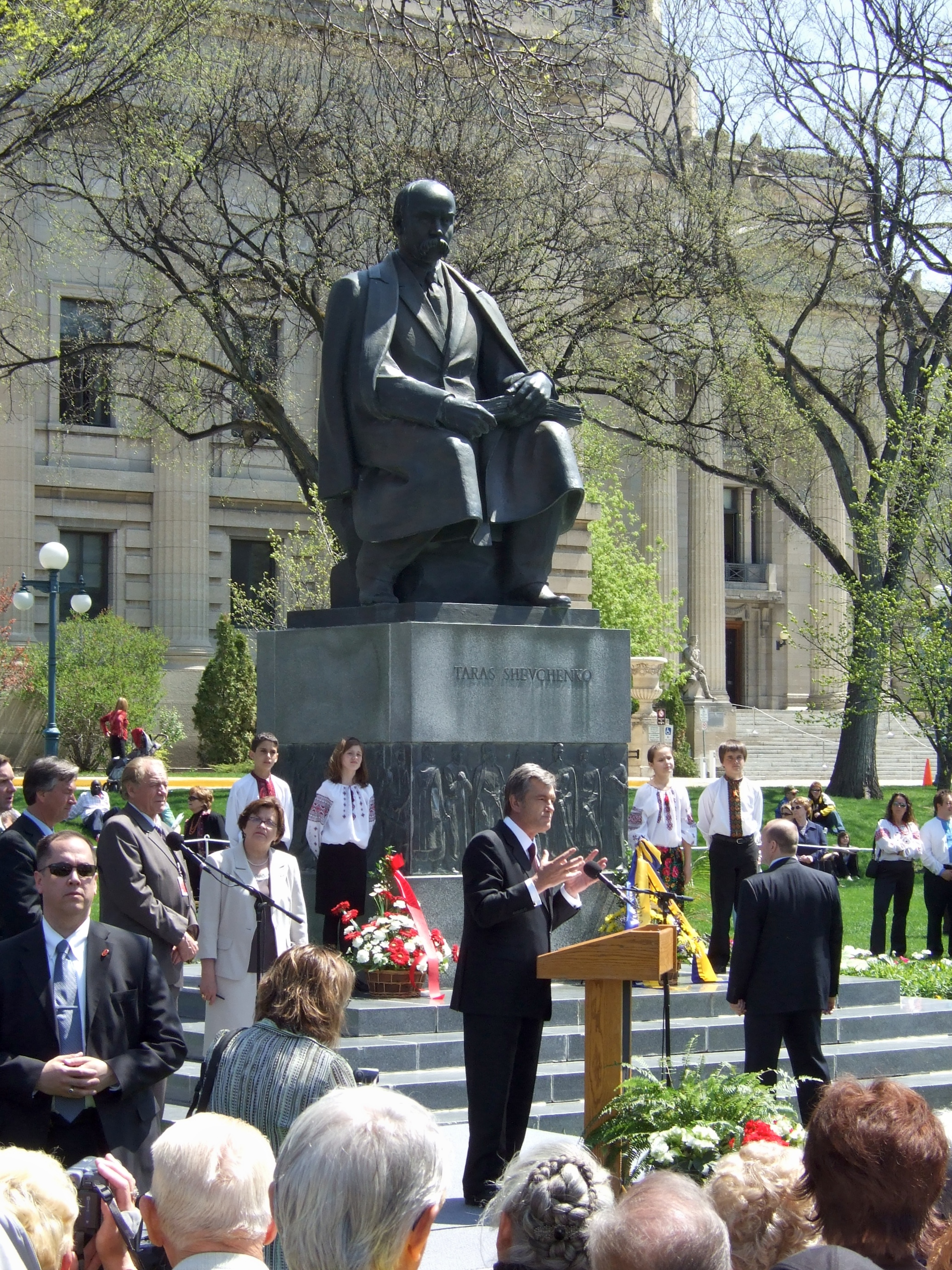
Президент Віктор Ющенко виголошує промову біля парламенту провінції Манітоба, 27 травня 2008 р., (перед пам'ятником Тарасу Шевченку).

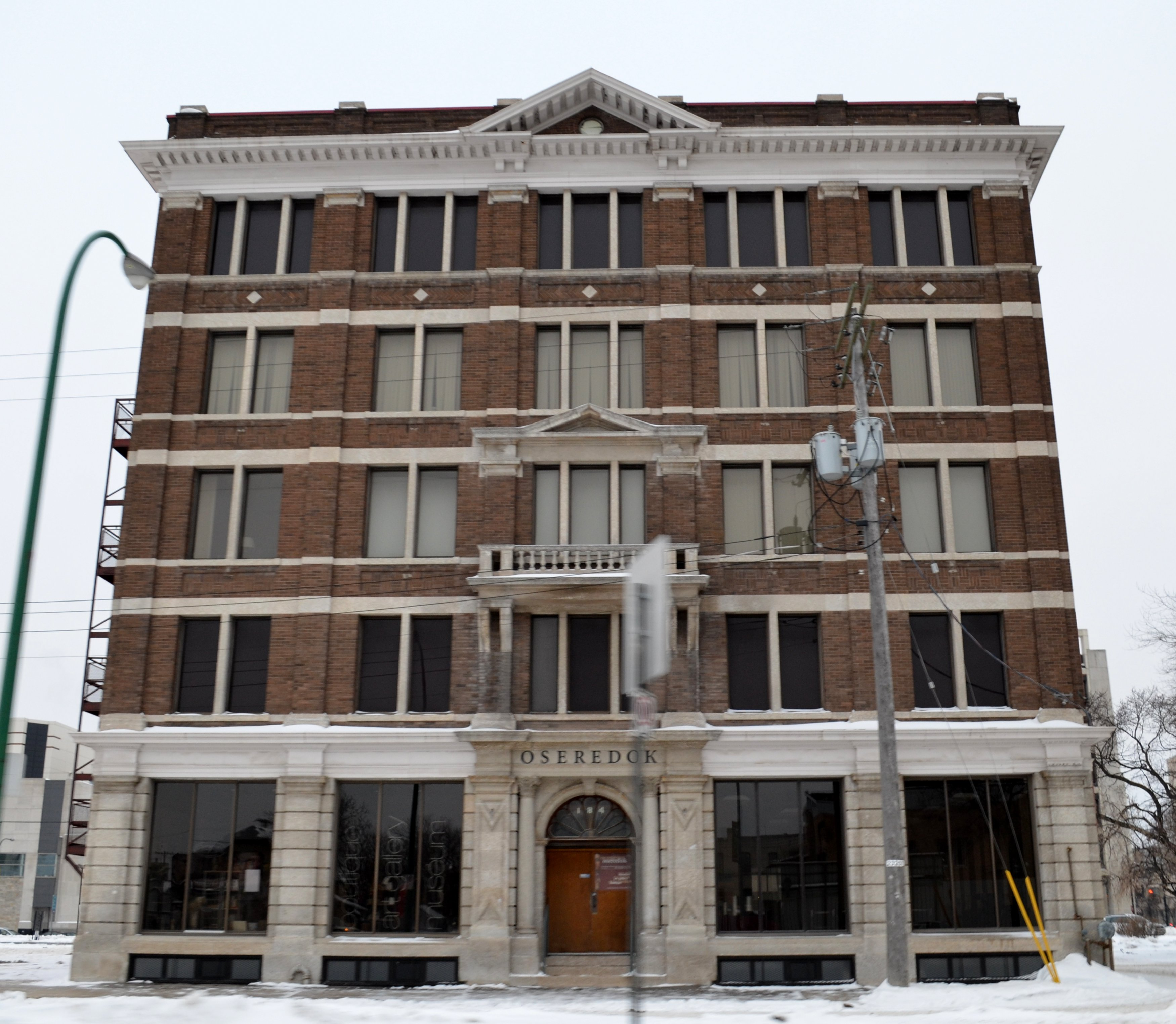
Український культурно-освітній центр «Осередок» в центрі міста.

Протягом майже півтора століття у Вінніпезі проживала велика українська громада — вихідці чотирьох хвиль української еміграції до Канади. Десятиліттями тут існувало декілька важливих українських установ: Конґрес Українців Канади, Українська Вільна Академія Наук (УВАН), Українська канадська фундація ім. Тараса Шевченка, Товариство «Волинь» та Інститут Дослідів Волині; тут розташована штаб-квартира Конґресу Українців Канади.
Вінніпег — також релігійний центр українців Канади. Тут знаходяться собори, керівництва та резиденції митрополитів Української православної церкви Канади та Української греко-католицької церкви в Канаді. На кампусі Манітобського університету є православна семінарія — Колегія святого Андрія, при якій існує Центр українських канадських студій.

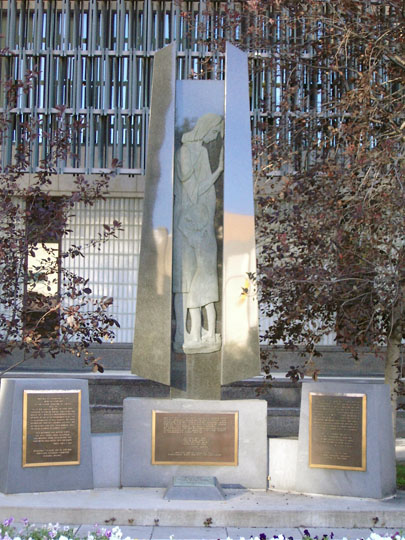
Пам'ятник жертвам Голодомору 1932—1933 років перед Міською радою Вінніпега.

У 1915 році в місті відкрили Бурсу імені Адама Коцка.
У Вінніпезі виходять кілька канадсько-українських релігійних часописів. Довгими роками в Вінніпезі існували українські друкарні, видавництва, такі часописи як «Український голос», «Новий шлях» (перенесений до Торонто), «Поступ», «Русскій Народъ» та інші.
«Вінніпег»

Іван Данильчук p. 1929

Асиннибой з річкою Ред

Облялися й пливуть вперед;

Пригадають в спокійним сні;

Не давні ще, минулі дні.

На берегах немов садок,

Безліч малих рядків хаток;

А люди в них леліють сни

Про будучі ще дні весни.

А далі там, мов скелі ті

Стоять потвори в сірій млі

А з них глядять сотні вікон

На димне небо, на бетон…

На вулицях все йде, біжить

Там той в задумі, той кричить 

Язики тут зі всіх країв,

Щоб вавилонську вежу звів..

І тихо шепче ріка Ред:

Ходи, мій братику, вперед,

І руку дай свою мені,

Стрінем бо бурю навесні!
З нагоди 120-ї річниці появи перших українських переселенців у Канаді 24 червня 2011 року був запущений Історичний Потяг українських піонерів за маршрутом Галіфакс — Монреаль — Оттава — Торонто — Вінніпег — Саскатун — Едмонтон.

## Транспорт

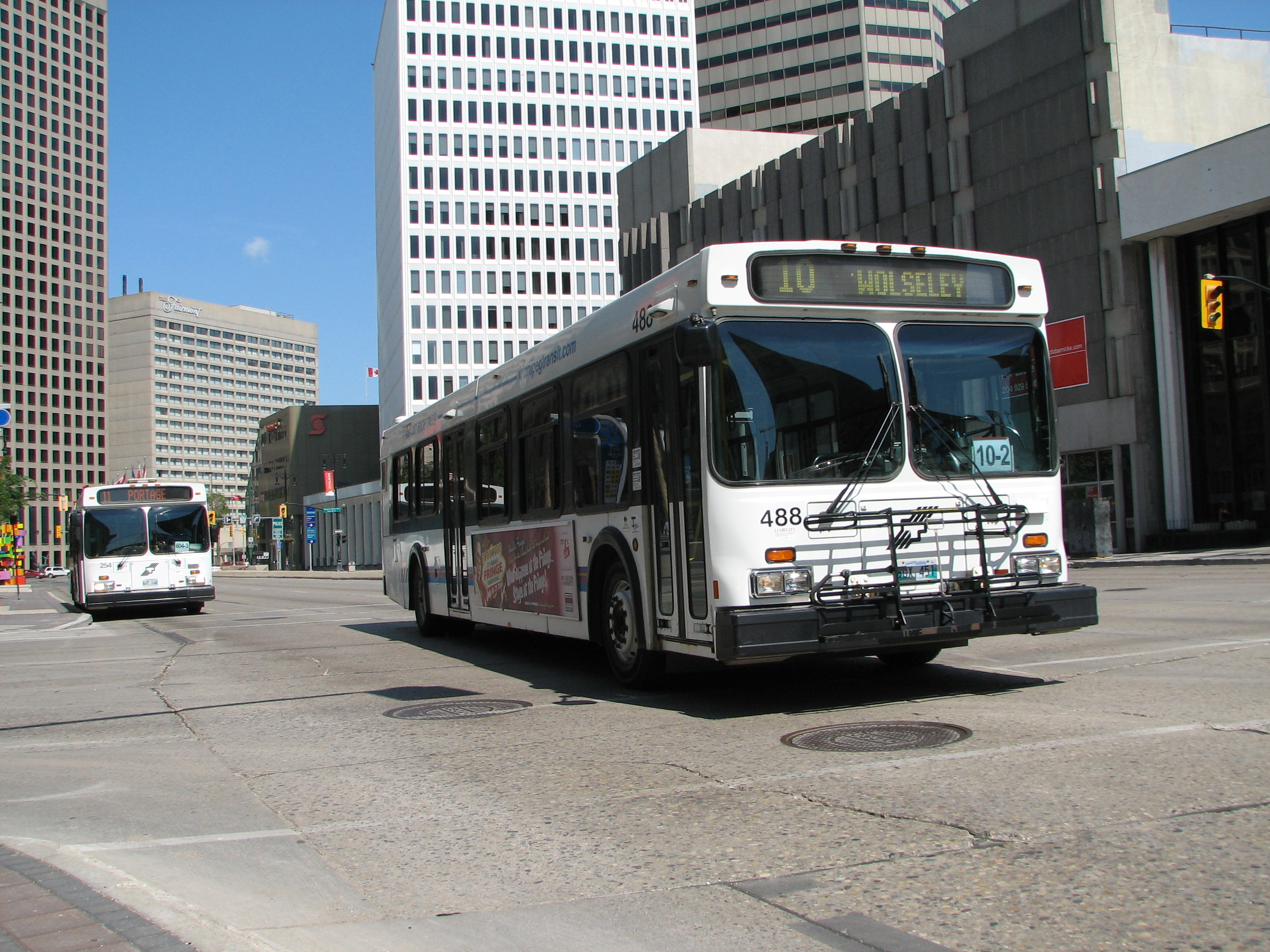
Міський автобус

Місто обслуговується міжнародним аеропортом ім. Джеймса Річардсона (IATA : YWG ICAO : CYWG) із щорічним пасажирообігом 3,4 млн осіб (2011). Регулярні рейси виконуються в усі основні міста Канади, а також до Чикаго, Денвера, Міннеаполіса і Лас-Вегаса. Сезонно виконуються рейси на курорти Мексики і Карибського моря.
Вінніпег є важливим залізничним вузлом, через нього йдуть поїзди, що зв'язують східне і західне узбережжя Канади.
Місто також є найбільшим перехрестям автомобільних доріг у Канаді західніше Великих озер, у ньому перетинаються Трансканадське шосе, Єлловгедське шосе і шосе Manitoba Highway 75.
Громадський транспорт представлений 94 автобусними маршрутами під управлінням організації Winnipeg Transit.

## Освіта
У Вінніпезі є мережа англомовних та франкомовних державних шкіл, а також кілька університетів. Найбільшим є Університет Манітоби, при якому зокрема діє Центр українських канадських студій, також українські курси читаються в рамках інших програм. Другий за величиною Вінніпезький університет, а також франкофонний Університет Сент-Боніфас з Канадським менонітським університетом урізноманітнюють освітню канву Вінніпега. Є також цілий ряд професійних і технічних вищих шкіл, серед них Ред-Рівер комм'юніті коледж — найбільший технічний навчальний заклад у провінції Манітоба.

## Відомі люди

### Українці
- Зелений Богдан (1900—1969) — підстаршина Української галицької армії, член УВО та ОУН, голова Української стрілецької громади Канади. Проживав у місті.
- Отець Добрянський Роман (1908—2002) — український священик (УГКЦ), громадський діяч Канади.
- Володимир Климків (1926—2000) — хоровий диригент, педагог, громадський діяч, доктор теології.
- Лео Мол (1915—2009) — скульптор.
- Білл Мосієнко (1921—1994) — канадський хокеїст.
- Девід Саміла (*1941) — канадський маляр-абстракціоніст.
- Михайло Сейго (1914—1989) — комуністичний діяч у Канаді, редактор газети Ukrainian Canadian.
- Яців Іван (1895—1958) — адвокат, громадський діяч Канади.

### Інші
- Ерні Чолакіс(*1962) — канадський хокеїст на траві.
- Джонатан Тейвз — канадський хокеїст.
- Боб Лейтер — канадський хокеїст.
- Кліфф Пеннінгтон — канадський хокеїст.
- Іван Мітчелл — канадський хокеїст.
- Нолан Патрік — канадський хокеїст.
- Картер Ештон — канадський хокеїст.
- Ерні Дікенс — канадський хокеїст.
- Галдор Галдерсон — канадський хокеїст
- Бруно Царрілло — італійський хокеїст канадського походження
- Діна Дурбін (1921—2013) — канадська акторка і співачка.
- Франсіс Бей (1919-2011 ), Лос-Анджелес, Каліфорнія, США ) - канадо-американська актриса .

## Міста-побратими
- 1970: Сетагая,  Японія
- 1971: Рейк'явік,  Ісландія
- 1973: Міннеаполіс,  США,
- Львів,  Україна
- 1979: Маніла,  Філіппіни
- 1982: Тайчжун, Тайвань , Куопіо,  Фінляндія
- 1984: Беер-Шева,  Ізраїль
- 1988: Ченду,  КНР
- 1992: Чінджу,  Південна Корея
- 1999: Сан-Ніколас-де-лос-Гарса,  Мексика